# Rain of Revolution
Rain of Revolution è un singolo del duo musicale lituano Fusedmarc, pubblicato il 29 marzo 2017.

## Promozione
Il brano è stato scritto dai membri del duo, Denis Zujev e Viktoria Ivanovskaja, insieme a Michail Levin. È stato scelto per partecipare a Eurovizijos atranka 2017, il processo di selezione del rappresentante lituano all'annuale Eurovision Song Contest. Dopo aver superato le semifinali i Fusedmarc hanno avuto accesso alla serata finale, nella quale sono stati proclamati vincitori del programma arrivando primi sia nel voto delle giurie, sia nel televoto. Questo ha concesso al duo il diritto di rappresentare il proprio paese all'Eurovision Song Contest 2017 a Kiev, in Ucraina.
In occasione della manifestazione europea i Fusedmarc si sono esibiti nella seconda semifinale dell'11 maggio 2017, ma non si sono qualificati per la finale, piazzandosi al 17º posto su 18 partecipanti con 42 punti totalizzati, di cui 25 dal televoto e 17 dalle giurie.

## Tracce
Testi e musiche di Viktorija Ivanovskaja, Denis Zujev e Michail Levin.
1. Rain of Revolution – 3:05

Versione karaoke
1. Rain of Revolution (versione karaoke) – 3:05